# Arcadia egipcia
Arcadia o Arcadia Aegypti era una provincia romana tardía en el norte de Egipto.

## Historia
Fue creada entre 386 y ca. 395 a partir de la provincia de Augustamnica, nombrada en honor del emperador bizantino reinante, Arcadio (395-408).
La provincia comprendía la mayor parte de la región histórica conocida como "Heptanomis" ("Siete Nomos"), a excepción de Hermópolis, que pertenecía a Tebaida.
En el Notitia Dignitatum, Arcadia forma una de las seis provincias de la Diócesis de Egipto, bajo un gobernador con el rango bajo de praeses.

## Sedes episcopales
Antiguas sedes episcopales en la provincia romana de Arcadia Aegypti, enumeradas en el Annuario Pontificio como sede titular:
- Oxirrinco, arzobispado metropolitano, así que probablemente la capital provincial.
- Alfocranon
- Afroditópolis
- Arsione en Arcadia
- Cinópolis
- Heracleópolis Magna
- Menfis (Egipto)
- Nilopolis
- Teodosiópolis en Arcadia